# Нападение на государственную школу (Нигерия)
7 марта 2024 года более 200 нигерийских школьников были похищены из своего учебного заведения в северо-западном городе Курига, район местного самоуправления Чикун, штат Кадуна. Нападение произошло, когда ученики собрались на площадке для собрания около 08:30 (07:30 по Гринвичу). Группа из нескольких десятков боевиков на мотоциклах проникла на территорию школы.

## Реакция правительства
По словам губернатора Убы Сани, который посетил район вскоре после нападения, 187 учеников из государственной средней школы и 125 из местной начальной школы считались пропавшими без вести. Однако с момента похищения 25 учеников были возвращены.
Правительство активно работает над возвращением остальных пропавших учеников. Были усилены меры безопасности, и региональное правительство сотрудничает с различными заинтересованными сторонами, чтобы разрешить ситуацию. Основное внимание уделяется не только разрешению непосредственного кризиса, но и укреплению общей безопасности школ штата.

## Освобождение
24 марта 2024 года губернатор Уба Сани подтвердил, что все 287 студентов были освобождены и теперь находятся в безопасности. Он выразил благодарность президенту Бола Тинубу и нигерийской армии за поддержку. Однако в заявлении не содержалось подробностей о действиях, предпринятых для обеспечения освобождения студентов.